# Scarabaeus venerabilis
Scarabaeus venerabilis är en skalbaggsart som beskrevs av Edgar von Harold 1871. Scarabaeus venerabilis ingår i släktet Scarabaeus och familjen bladhorningar. Inga underarter finns listade i Catalogue of Life.